# Xenylla malasica
Xenylla malasica är en urinsektsart som beskrevs av da Gama 1969. Xenylla malasica ingår i släktet Xenylla och familjen Hypogastruridae. Inga underarter finns listade i Catalogue of Life.